# Joel Nelson
Joel Nelson (ur. 7 grudnia 1981 roku w Reno) – amerykański kierowca wyścigowy.

## Kariera
Nelson rozpoczął karierę w międzynarodowych wyścigach samochodowych w 2002 roku od startów w klasie GT SCCA World Challenge, USAC Formula Russell Championship Series, FF2000 Zetec Championship oraz w Formule Palmer Audi. W Formule Palmer Audi z dorobkiem 216 punktów uplasował się na drugiej pozycji w klasyfikacji generalnej. W  SCCA World Challenge był 24. W późniejszych latach Amerykanin pojawiał się także w stawce Brytyjskiej Formuły 3 oraz Europejskiej Formuły 3000. W Euro Formuła 3000 w 2003 roku dwukrotnie stawał na podium. Uzbierane dwanaście punktów dało mu siódme miejsce w końcowej klasyfikacji kierowców.